# 埃德雷米特湾
埃德雷米特湾是一个位于土耳其巴勒克埃西尔省的爱琴海海湾。它是以埃德雷米特命名，那是巴勒克埃西尔省的一个城镇（Ilçe），位于海湾顶端39°34′N 26°56′E / 39.567°N 26.933°E的附近。比加半岛位于其北部。南部海岸属于艾瓦勒克区，而西部入口则是希腊莱斯沃斯岛的北部。

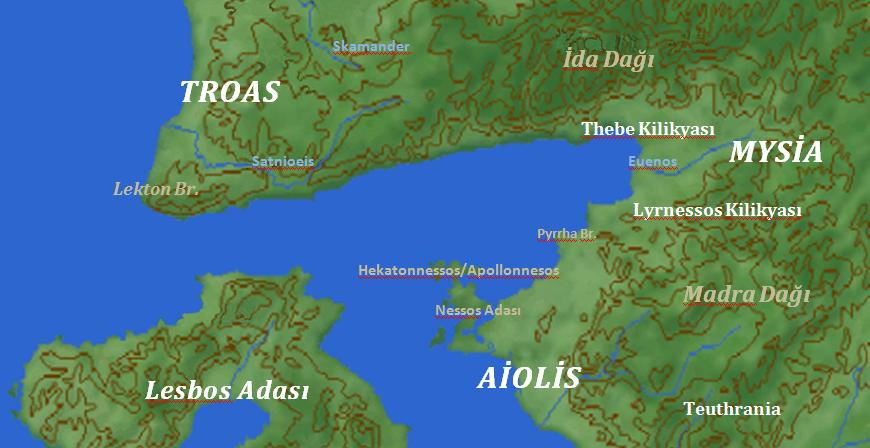
埃德雷米特海湾的历史性定居点

在古代历史上，靠近海湾北部海岸的地方有许多定居点; 其中一些是哈马克西图斯、Polymedium、阿索斯、Lamponeia、安坦德鲁斯和阿德拉米狄翁。
目前，海湾周围有许多中心城镇或更大的城镇，如贝赫拉姆卡莱、Küçükkuyu、阿爾特諾盧克、阿克恰伊、巴勒克埃西爾、布爾漢尼耶、阿尔穆托瓦、艾瓦勒克和阿里貝伊島（来自西北部）。 沿着70（43英里）长的北部海岸和40（25英里）长的海湾南部海岸有避暑别墅和度假营地。
海湾以黍鲱生产而闻名。